# معادلة نصف تجريبية للكتلة
في الفيزياء النووية معادلة نصف تجريبية للكتلة أو معادلة بيته-فايزيكر (بالإنجليزية: Semi-empirical mass formula) هي معادلة تصف طاقة الارتباط في نواة الذرة طبقا لنموذج القطرة. ويمكن اعتبار طاقة الارتباط بين البروتونات والنيوترونات الموجودة في النواة الذرية أنها طاقة الوضع في الفيزياء التقليدية (الكلاسيكية). وفي نموذج القطرة للنواة الذرية فيمكن اعتبار النوكليونات فيها كجزيئات قطرة سائل غير قابل للانضغاط.
صاغ تلك المعادلة المبنية على نتائج تجريبية العالم الألماني كارل فريدريش فون فايزيكر عام 1935 .

## المعادلة

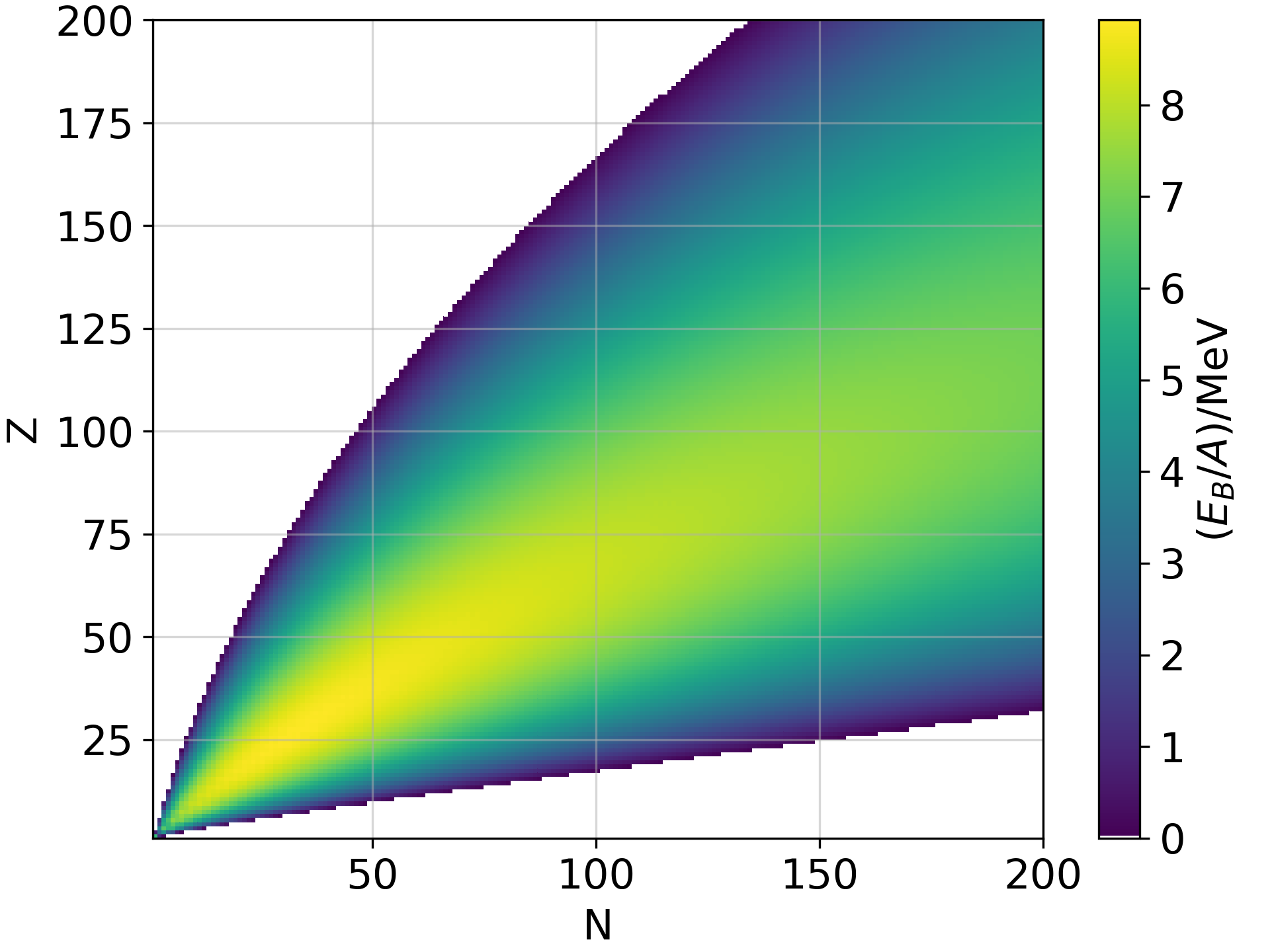
طاقة الارتباط لكل نوكليون في النواة الذرية طبقا لمعادلة بيته-فايزيكر. يبين المحور الأفقي الكتلة النووية A.

نعتبر نواة ذرية فيها N نيوتروناتو Z بروتونات فيصبح فيها مجموع عدد النوكليونات A = N + Z وينتج عنها طاقة الارتباط {\displaystyle E_{\mathrm {B} }} وهي تتكون من خمس أجزاء. ويسري هذا التمثيل على الأنوية التي تحوي عدد 30 على الأقل من النوكليونات. أما الأنوية التي تكوناصغر من ذلك فهي تتصف ببعض الاختلافات التي لا تأخذها معادلة فايزيكر في الحسبان.
ومن الوجهة الدقيقة فقد كان يحق اعتبار طاقة الارتباط لإلكترونات الذرة أيضا في ذلك التمثيل، لأن كتلة الذرة تكون أقل قليلا بسبب طاقة ارتباط الإلكترونات فيها بالمقارنة بمجموع كتلة النواة وكتلة عدد Z من الإلكترونات. ولكن مقدار طاقة الارتباط بين الإلكترونات في الغلاف الذري والنواة (الموجبة الشحنة) تبلغ عدة آلاف إلكترون فولت فقط، في حين أن طاقة الارتباط بين النوكليونات في النواة عدة ملايين إلكترون فولت. لذلك يمكن في هذا النموذج التقريبي اهمال مفعول الإلكترونات.

## طاقة الارتباط الكلية
تتكون طاقة الارتباط الكلية للنواة الذرية من 5 أجزاء:
{\displaystyle E_{\text{Bindung}}=E_{\text{Volumen}}-E_{\mathrm {Oberfl{\ddot {a}}che} }-E_{\text{Coulomb}}-E_{\mathrm {Symmetrie} }\pm E_{\text{Paarbildung}}}
{\displaystyle E_{\text{Bindung}}=a_{\mathrm {V} }\cdot A-a_{\mathrm {O} }\cdot A^{\frac {2}{3}}-a_{\mathrm {C} }\cdot Z^{2}A^{-{\frac {1}{3}}}-a_{\mathrm {S} }\cdot {\frac {(N-Z)^{2}}{4A}}+{\begin{cases}+a_{\mathrm {P} }\cdot A^{-{\frac {1}{2}}}&\mathrm {f{\ddot {u}}r} {\text{ gg-Kerne}}\\0&\mathrm {f{\ddot {u}}r} {\text{ ug- und gu-Kerne}}\\-a_{\mathrm {P} }\cdot A^{-{\frac {1}{2}}}&\mathrm {f{\ddot {u}}r} {\text{ uu-Kerne}}\end{cases}}}
حيث:
E_Bindung طاقة الارتباط الكلية
E_Volumen طاقة الحجم
E_ berflache طاقة السطح
E_Coulomb طاقة كولوم (ناتجة عن التنافر بين البروتونات)
E_ Symmetrie طاقة تناظر
\ E_Paarbildung طاقة إنتاج زوجي
ونجد ثلاثة حالات للحل:
gg Kerne نواة في عدد ثنائي من البروتونات وعدد ثنائي من النيوترونات،
gu Kerne نواة في عدد ثنائي من البروتونات وعدد أحادي من النيوترونات أو عدد أحادي من البروتونات وعدد ثنائي من النيوترونات،
uu Kerne نواة في عدد أحادي من البروتونات وعدد أحادي من النيوترونات.
ومجموع تلك الأجزاء يعطينا طاقة الارتباط. ولا تصلح المعادلة للتطبيق على أنوية الذرات الصغيرة التي تحوي عددا صغيرا من النوكليونات، والمعادلة تصف الأنوية الكبيرة بدقة مقبولة. كما أنها لا تستطيع تفسير الأعداد السحرية، فهذه يفسرها نموذج الأغلفة الطبقية للنواة.
ويمكن استنتاج طاقة الارتباط للنوكليون الواحد عن طريق قسمة المعادلة أعلاه على عدد النوكليونات {\displaystyle A}.
ومن طاقة الارتباط يمكننا حساب كتلة النواة m :
{\displaystyle \,m=Nm_{n}+Zm_{p}-E_{B}/c^{2}}
مع اعتبار كتلة السكون للنيوترون {\displaystyle m_{n}} = 939,553 MeV/c²
وكتلة السكون للبروتون {\displaystyle \,m_{p}} = 938,259 MeV/c².
E_B طاقة الارتباط
c سرعة الضوء في الفراغ.
وبذلك نكون قد حصلنا على ما يسمى «معادلة الكتلة». ويمكن صياغة كتلة النواة عن طريق معادلة أينشتاين عن تكافؤ المادة والطاقة:
{\displaystyle \,E=mc^{2}}
والحصول على مقدار طاقة النواة نفسها.